# Даларё
Даларё (швед. Dalarö) – небольшой городок в Швеции, расположенный на побережье Балтийского моря в 20 км юго-восточнее Стокгольма.
Административно относится к Ханингской коммуне Стокгольмского лена. Население – 1199 жителей (2011).

## История
Впервые был упомянут в исторических источниках в XIII веке под названием Далернсунд. В 1395 году тут произошло сражение между виталийскими братьями и шведской пехотой королевы Маргреты Датской. Суда виталийцев вмёрзли в лёд и не могли двигаться. Однако когда шведы бросились по льду к кораблям, лёд проломился, и виталийцы смогли уйти в Стокгольм.
В ходе войн XVI-XVII веков шведские военные корабли часто стояли возле Даларё на якорях. В 1518 году в Даларё стоял флот датского короля Кристиана II, ведшего переговоры со шведами.
В 1640 году здесь было возведено здание таможни. Во время Северной войны в городе в 1710 году разразилась эпидемия чумы, унёсшая жизни 136 жителей. В августе 1719 года пришла новая беда – русский галерный флот сжёг город, пощадив лишь местную церковь.
В 1852 году было открыто пароходное сообщение со Стокгольмом.

## Достопримечательности
В 2 км южнее Даларё на небольшом островке находится Даларёский форт, заложенный ещё в XVII веке.
В здании Таможни располагается Даларёский шхерный музей (Dalarö skärgårdsmuseum), посвящённый истории города с периода Великодержавия до превращения его в курортное местечко.

## Источник
- Nationalencyklipedin.